# ميزولا
ميزولا (بالإيطالية: Mesola)‏ هي بلدية في مقاطعة فيرارا في إقليم إميليا رومانيا الإيطالي.

## السكان
في سنة 1861 بلغ عدد السكان 4٬835 نسمة، وتطور العدد ليصل في سنة 2011 لـ 7٬140 نسمة.
يظهر هذا المخطط البياني تطور النمو السكاني لـ ميزولا